# KILALA美術学院
KILALA美術学院（キララびじゅつがくいん）は栃木県宇都宮市にある美大予備校である。

## 概要
この学校は地方予備校である。芸大・美大受験部をはじめ、こども絵画造形教室やアートカルチャーなどを開講しており、幅広い年齢層に対応している。
通常の講習の他に夏期講習会や冬季講習会、入試直前講習会なども開講している。
また、受験部では、学科試験対策の一環として美大学科（英語・小論文）も対応している。

## クラス
- 芸大・美大受験部
  - 油画科
  - 日本画科
  - デザイン・工芸科
    - 芸大デザイン系
    - 芸大工芸系
    - 私大デザイン系

  - 彫刻科
  - 総合受験科
  - 基礎科・高校受験
  - 美大学科
- こども絵画造形教室
- 学生アートクラス（小学４年生〜高校３年生対象）
  - 油画
  - 立体造形
  - まんが・イラスト
  - デザイン
- アートカルチャー（大学生・社会人向け）

## アトリエ
- 伝馬町アトリエ＜子供絵画造形教室本部＞
- 中央アトリエ＜受験部本部＞
- 松原アトリエ
- 石橋アトリエ
- 東武アトリエ
- 日光アトリエ
- 岡本アトリエ
- 那須アトリエ＜県北支部＞
- 佐野アトリエ＜県南支部＞